# Sam Kersten
Sam Kersten (Nijmegen, 30 januari 1998) is een Nederlands voetballer die doorgaans als centrale verdediger speelt. Hij verruilde PEC Zwolle in de zomer van 2024 voor sc Heerenveen.

## Carrière

### FC Den Bosch
Kersten speelde in de jeugd bij VV Ravenstein, FC Oss en N.E.C. In 2011 kwam hij terecht in de jeugdopleiding van FC Den Bosch. Kersten maakte op 2 december 2016 zijn debuut voor FC Den Bosch, in een met 2–2 gelijkgespeelde wedstrijd in de Eerste divisie uit tegen FC Dordrecht. Hij kwam in de 78e minuut in het veld voor de geblesseerd geraakte Jeremy Fernandes. Zijn debuut vond plaats twee maanden nadat hij, samen met Zija Azizov, officieel was toegevoegd aan de selectie van het eerste elftal. Kersten tekende op 30 januari 2017 een contract tot medio 2019 bij FC Den Bosch, met een optie voor nog een jaar. Hij groeide daarna uit tot basisspeler en miste in de seizoenen 2017/18 en 2018/19 maar een handvol wedstrijden. Hij speelde in totaal 74 wedstrijden in tweeënhalf jaar voor FC Den Bosch.

### PEC Zwolle
Kersten tekende in juli 2019 een contract tot medio 2021 bij PEC Zwolle, de nummer dertien van de Eredivisie in het voorgaande seizoen. In zijn verbintenis werd een optie voor nog een seizoen opgenomen. Op 25 augustus maakte hij zijn debuut voor PEC Zwolle en in de Eredivisie. In het door corona niet afgeronde seizoen kwam hij tot zestien wedstrijden. Dat seizoen miste hij slechts zes wedstrijden. In december 2021 raakte hij geblesseerd aan zijn knie, waardoor hij het restant van de competitie miste, waarin PEC degradeerde. Op 4 november 2022 maakte hij na bijna een jaar blessureleed als invaller zijn rentree tegen TOP Oss. Dat seizoen promoveerde PEC direct terug naar de Eredivisie, na onder meer een recordoverwinning (13-0) op zijn vorige werkgever FC Den Bosch.

### sc Heerenveen
Op 8 april werd bekend dat Kersten de ene blauw-witte ploeg zou verlaten voor de andere. sc Heerenveen nam de verdediger transfervrij over. Hij tekende een contract voor drie seizoenen in Friesland. Op 4 april 2025 maakte Kersten tegen Willem II zijn eerste doelpunt in zijn carrière met een intikker vanaf de vijfmeterlijn. Hij bracht daarmee de stand op 2-0.

## Clubstatistieken
| Seizoen                      | Club            | Competitie      | Competitie | Competitie | Beker | Beker | Overig | Overig | Totaal | Totaal |
| Seizoen                      | Club            | Competitie      | Wed.       | Dlp.       | Wed.  | Dlp.  | Wed.   | Dlp.   | Wed.   | Dlp.   |
| ---------------------------- | --------------- | --------------- | ---------- | ---------- | ----- | ----- | ------ | ------ | ------ | ------ |
| 2016/17                      | FC Den Bosch    | Eerste divisie  | 5          | 0          | 0     | 0     | 0      | 0      | 5      | 0      |
| 2017/18                      | FC Den Bosch    | Eerste divisie  | 36         | 0          | 1     | 0     | 0      | 0      | 37     | 0      |
| 2018/19                      | FC Den Bosch    | Eerste divisie  | 33         | 0          | 0     | 0     | 2      | 0      | 35     | 0      |
| 2019/20                      | PEC Zwolle      | Eredivisie      | 16         | 0          | 0     | 0     | 0      | 0      | 16     | 0      |
| 2020/21                      | PEC Zwolle      | Eredivisie      | 28         | 0          | 0     | 0     | 0      | 0      | 28     | 0      |
| 2021/22                      | PEC Zwolle      | Eredivisie      | 13         | 0          | 1     | 0     | 0      | 0      | 14     | 0      |
| 2022/23                      | PEC Zwolle      | Eerste divisie  | 19         | 0          | 2     | 0     | 0      | 0      | 21     | 0      |
| 2023/24                      | PEC Zwolle      | Eredivisie      | 34         | 0          | 1     | 0     | 0      | 0      | 35     | 0      |
| 2024/25                      | sc Heerenveen   | Eredivisie      | 30         | 1          | 2     | 0     | 0      | 0      | 32     | 1      |
| Carrière totaal              | Carrière totaal | Carrière totaal | 214        | 1          | 7     | 0     | 2      | 0      | 223    | 1      |
| Bijgewerkt tot 25 juni 2025. |                 |                 |            |            |       |       |        |        |        |        |